# Schloss Otterndorf
Das Schloss Otterndorf ist eine ehemalige Burganlage des Herzogtums Sachsen-Lauenburg in Otterndorf im niedersächsischen Landkreis Cuxhaven.

## Geschichte
Das Schloss war der Sitz der Herzöge von Sachsen-Lauenburg im Land Hadeln. Es ist erstmals 1390 in den Kämmereirechnungen der Stadt Hamburg überliefert. Otterndorf war der Herrschaftsmittelpunkt des Landes Hadeln, das von den Herzögen an die Städte Hamburg und Bremen verpfändet worden war. 1481/82 versuchte Herzog Johann IV. von Sachsen-Lauenburg vergeblich, das Territorium wieder einzulösen und im Land Hadeln statt einer nominellen eine direkte Landesherrschaft aufzubauen. Otterndorf selbst war von 1400/08 bis 1481 an die Stadt Hamburg verpfändet und Sitz eines Hamburgischen Amtmannes.
Im Jahr 1400 wurde Otterndorf von Soldaten des Erzstifts Bremen niedergebrannt. Die Befestigung wurde mit Hilfe Hamburgs wiederhergestellt. 1513 verstärkte Herzog Magnus I. von Sachsen-Lauenburg die Befestigung des Schlosses mit Wall und Graben. 1523 zerstörten die Einwohner des Landes Wursten das Schloss, das nach seinem Wiederaufbau 1529 einem Brand zum Opfer fiel. Die Befestigung des wiedererrichteten Schlosses wurde 1615 verstärkt. Im Jahr 1663 erfolgte ein Neubau des Schlosses in Form eines zweistöckigen Zweiflügelbaus in Fachwerkkonstruktion. 1773 wurde das Amtshaus auf dem Schlossplatz erbaut, das Schloss muss zuvor niedergelegt worden sein. Heute befindet sich das Amtsgericht Otterndorf im Amtshaus.
Von den Vorgängerbauten ist noch ein Teilstück des ein trapezförmiges Areal umschließenden Wassergrabens und das Torhaus von 1641 vorhanden, in dem sich heute das Heimatmuseum befindet.